# Claude Janiak

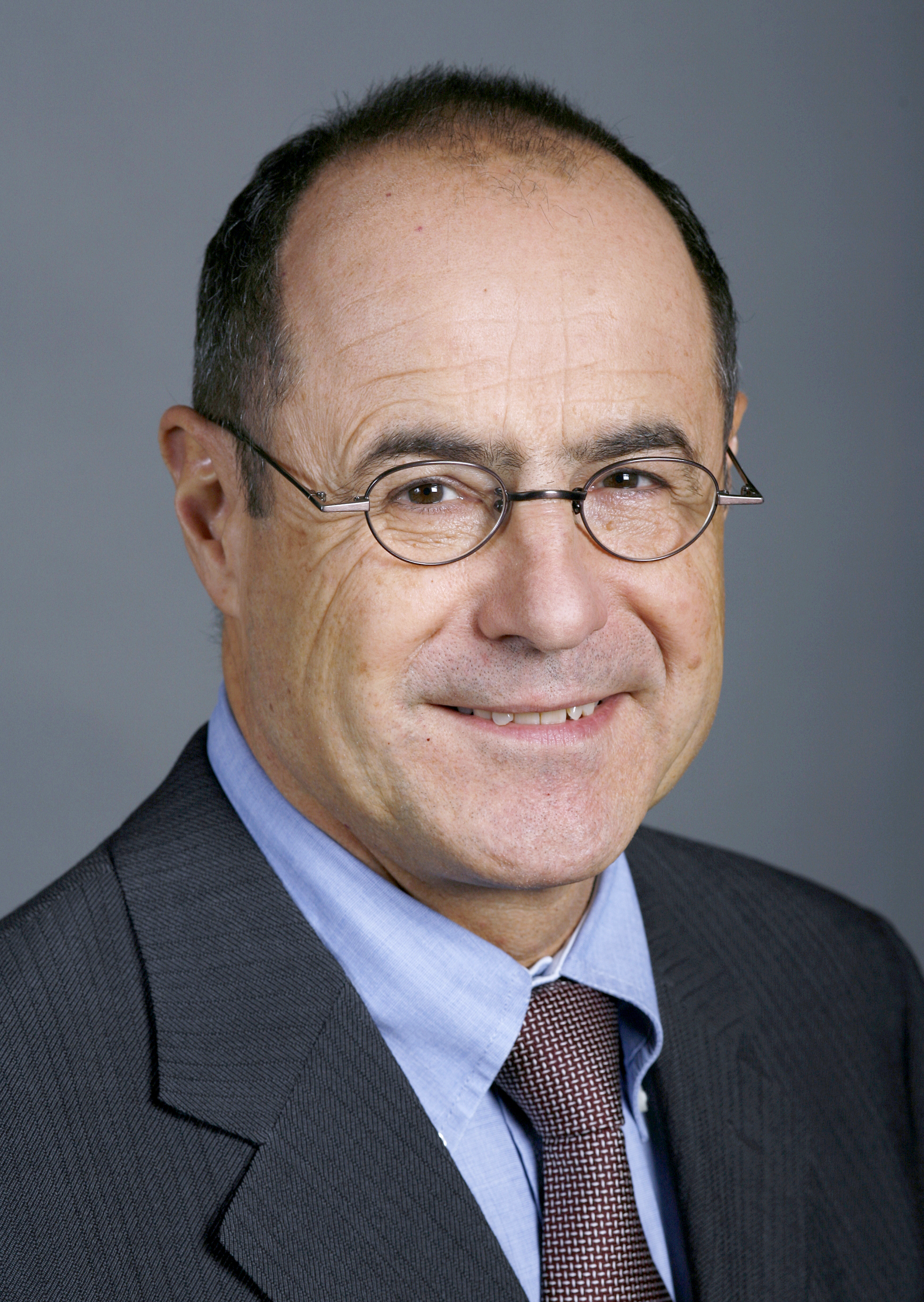
Claude Jank en 2007

Claude Janiak (Basilea, 30 de octubre de 1948) es un político y abogado suizo de origen polaco, miembro del Partido Socialista Suizo (SPS). Fue Presidente del Consejo Nacional de Suiza entre 2005 y 2006. 

## Biografía
Claude Janiak nació en Basilea el 30 de octubre de 1948. Hijo de padre polaco y madre suiza nacida en Polonia, posee doble nacionalidad suiza-polaca. Tras finalizar sus estudios secundarios en el Gymnasium am Münsterplatz, realizó sus estudios de Derecho en la Universidad de Basilea y en Londres, graduándose en 1971. En 1975 recibió su doctorado en Derecho. Se desempeña como abogado en Binningen desde 1978. Desde 1991 forma parte de la junta directiva del Banco Cantonal de Basilea-Campiña (Basellandschaftliche Kantonalbank). 

### Carrera política
Fue elegido miembro del Parlamento Cantonal de Basilea-Campiña durante los periodos 1981-1987 y 1994-1999, presidiendo dicha cámara legislativa entre 1998 y 1999. Adicionalmente fue concejal de Binningen entre 1988 y 1995, así como del Consejo Ejecutivo de Bubendorf entre 1976 y 1979. 
En 1999 pasó a representar al Cantón de Basilea-Campiña en la Asamblea Nacional, siendo reelegido en 2003. En 2007 fue elegido senador para el Consejo de los Estados.

### Vida personal
Janiak es abiertamente gay, convirtiéndose en el primer Presidente del Consejo Nacional suizo públicamente homosexual. Vive en una unión civil en la ciudad de Binningen.